# 보라보라섬

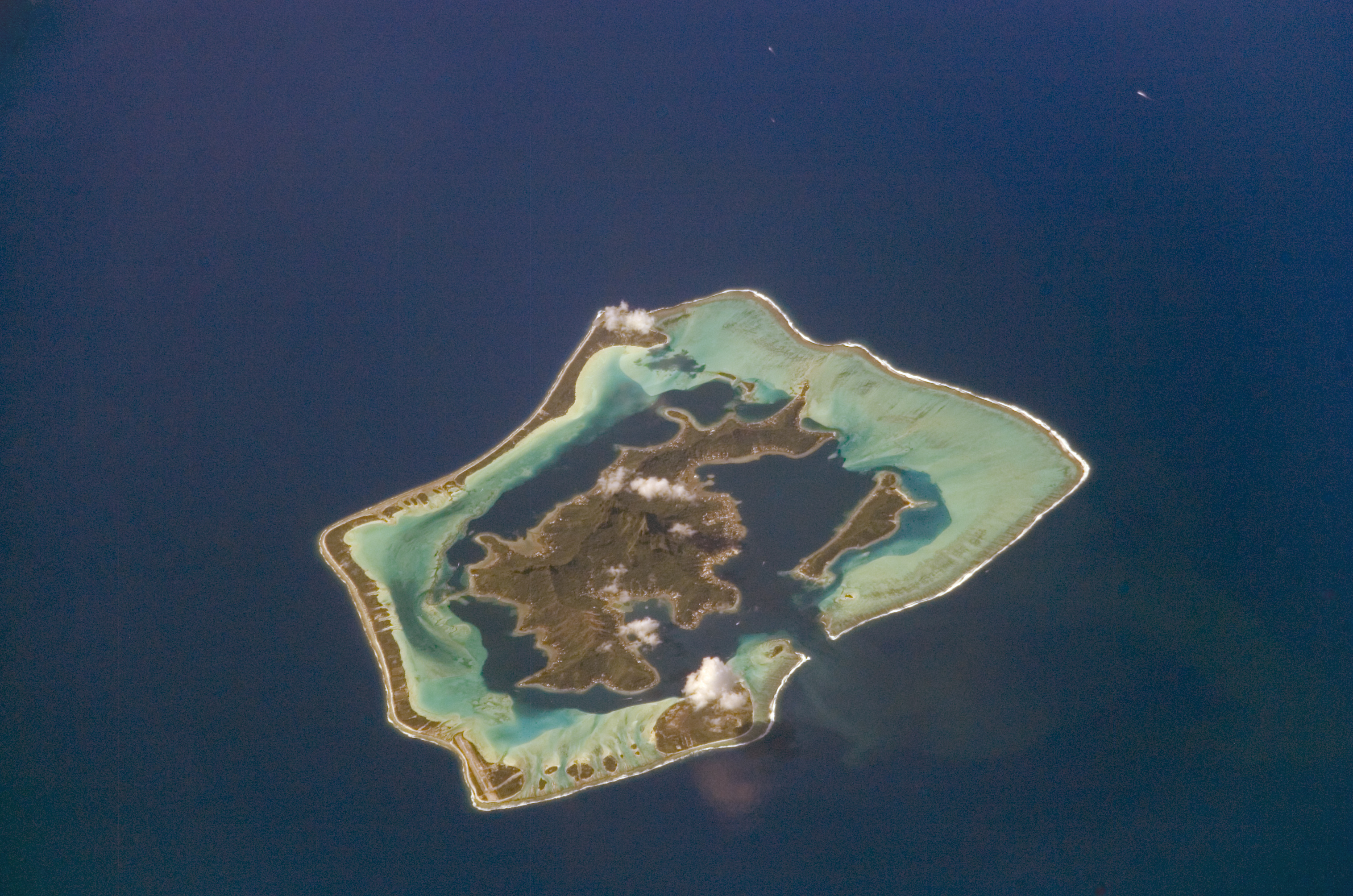
보라보라 섬

보라보라섬(Bora Bora)은 프랑스령 폴리네시아 소시에테 제도에 있는 섬이다.
Papeete로부터 230km 떨어져 있으며, 호수와 암초에 둘러싸여 있다. 섬의 중심에는 사화산의 두 봉우리 Pahia와 Otemanu가 남아 있으며, 최정상의 높이는 727m이다.
세계적인 관광지 중의 하나이며, 수상 럭셔리 리조트로 유명하다.
가장 큰 시설 중의 하나인 Vaitape는 메인섬의 서쪽 해안에 위치해 있으며, 호수로 통하는 주 통로와 반대쪽에 위치하고 있다.
섬의 주요 생산물은 풍부한 코코넛 나무에서 나는 코프라(코코넛 과육을 말린 것)와 바다에서 얻을 수 있는 것 등으로 종류가 매우 제한적이다.
2017년의 인구조사에 따르면, 10,650명의 거주민이 있다.

## 같이 보기
- 프랑스령 폴리네시아의 행정 구역